# Масар, Феликс
Феликс Масар (словац. Felix Masár; 2 декабря 1955, Шаморин) — словацкий гребец-байдарочник, выступал за сборную Чехословакии на всём протяжении 1980-х годов. Бронзовый призёр чемпионата мира, обладатель бронзовой медали международного турнира «Дружба-84», многократный победитель регат национального значения, участник летних Олимпийских игр в Москве.

## Биография
Феликс Масар родился 2 декабря 1955 года в городе Шаморине, Трнавский край. Активно заниматься греблей начал в раннем детстве, проходил подготовку в местной спортивной секции.
Благодаря череде удачных выступлений в 1980 году удостоился права защищать честь страны на летних Олимпийских играх в Москве — в зачёте одноместных байдарок участвовал здесь в гонках на дистанциях 500 и 1000 метров, в обоих случаях сумел пробиться в финальную стадию, но в итоге оказался вдалеке от призовых позиций: на пятистах метрах финишировал восьмым, на тысяче шестым.
Как член чехословацкой национальной сборной в 1984 году должен был участвовать в Олимпийских играх в Лос-Анджелесе, однако страны социалистического лагеря по политическим причинам бойкотировали эти соревнования, и вместо этого он выступил на альтернативном турнире «Дружба-84» в Восточном Берлине, где тоже был успешен, в частности завоевал бронзовую медаль в программе одноместных байдарок на тысяче метрах, пропустив вперёд только немца Рюдигера Хельма и поляка Витольда Тереховича.
После «Дружбы» Масар ещё в течение нескольких лет оставался в основном составе сборной Чехословакии и продолжал принимать участие в крупнейших международных регатах. Так, в 1979 году он побывал на чемпионате мира в немецком Дуйсбурге, откуда привёз награду бронзового достоинства, выигранную в гонке байдарок-одиночек на километровой дистанции — лучше него финишировали тот же Рюдигер Хельм и румын Йон Бырлэдяну.